# ОШ „Братство јединство” Сомбор
Основна школа "Братство јединство" (мађ. Testvériség - egység Általános Iskola), основана је 1963. године и налази се у улици Трг цара Лазара 9, у Сомбору.

## Историјат
Основна школа Братство јединство почела је са радом 1963. године на адреси на којој се и данас налази. Године 1894. изграђена је за потребе образовања и васпитања при католичкој цркви. Након Другог светског рата школа није радила девет година. 
Након тог периода у згради је била Висока учитељска школа од 1956. до 1963. године. Данашња намена је озваничена 1963. године.

## Двојезична школа
Основна школа "Братство јединство" је једина двојезична градска школа где се равноправно одвијају наставе како на српском језику тако и на мађарском од првог до осмог разреда. Од страних језика уче се енглески (од 1-8 разреда) и немачки језик (од 5-8 разреда).

## Зграда школе
Зграда у којој је смештена школа је споменик културе високе заштите.

## Истурено одељење
Школа има истурено одељење на Дечијем одељењу сомборске болнице.

## Целодневни боравак
Основна школа Братство јединство је прва међу сомборским школама организовала целодневни боравак ученика. Током дневног ритма рада школе су организовани оброци за ученике који се припремају у школској кухињи.

## Занимљивост
На зиду Основне школе „Братство јединство“ налази се еколошки мурал који носи назив „Европски Амазон“. На муралу је осликан дечак у води, током летњег периода, а око њега се налазе птице, водомари и роде. На друштвеним мрежама мурал је добио алтернативни назив те су га тако грађани прозвали „Дечак из воде“.